# Bafoulabé (krets)
Bafoulabe Cercle är en krets i Mali.   Den ligger i regionen Kayes, i den sydvästra delen av landet, 300 km väster om huvudstaden Bamako. Antalet invånare är 233 926. Arean är 20,2 kvadratkilometer.
Terrängen i Bafoulabe Cercle är platt västerut, men österut är den kuperad.